# 當代奇幻
當代奇幻（Contemporary fantasy） 通常發生在熟悉的背景或現實世界之中，將魔法或超自然元素融入角色的日常生活。故事主題通常是通過奇幻的要素，探討身份、科技和社會變革等主題。當代奇幻故事中的角色通常經過深入塑造，使讀者能夠與他們的掙扎和勝利建立聯繫。此外，當代奇幻故事通常挑戰類型慣例的限制，提供新穎且創新的敘事。
當代奇幻的關鍵元素包括：
1. 將奇幻元素注入現代現實世界的設定。
2. 探索當代主題和社會問題。
3. 引人入勝、可親近的角色在奇幻世界中航行。
4. 動態的情節，通常融合不同類型並顛覆傳統的故事說法。
當代奇幻和都市奇幻不同，因為都市奇幻不一定發生於現代。

## 魔法少女
魔法少女的基本要素，是女主角會使用不為人知的神奇力量。依據力量的來源，大致分成「與生俱來」、「被賦予」兩種類型。視情形，力量也會有所升級。
魔法少女的力量不一定是魔法和魔力，也包括忍術或賽博格力量。另外也存在《怪盜St. Tail》這種「毫無特殊力量」的魔法少女，以及如《網路安琪兒》在電腦網路虛擬空間活躍的少女。
魔法少女的年齡大多是10歲至14歲之間，也就是出現第二性徵的時期。魔法少女的「變身」是女孩成熟的象徵。這是女孩憧憬長大成人的反映。魔法少女往往經由變身，讓身體變成大人。這些作品通常著重描寫：變身前後的認同衝突、雙重生活的困難（如保密、時間分配）。若有戀愛要素則複雜度更將大增。
一般認為橫山光輝於1966年開始發表、改編自美國電視劇《Bewitched》的《莎莉變變變》（魔法使いサリー）是第一套魔法少女漫畫，但那時是稱呼作或；直至1980年的《小仙女麗寶》，日文才出現「魔法少女」該名詞（原標題為）。1990年代的《美少女戰士》確立了魔法少女必有「戰鬥任務」要素的不成文鐵則。

## 代表作品

### 電視劇

#### 1.女巫時刻（Witching hour）
通常探討女巫的成長歷程，和講述她們在探索自己的魔法能力，以及魔法世界的過程中所經歷的困難和挑戰。
- 《東區女巫》（2013年）
- 《发现女巫（英语：A Discovery of Witches (TV series)）》（2018年9月）
- 《莎賓娜的顫慄冒險》（2018年10月）（Netflix）
- 《女巫前線：賽勒姆要塞（英语：Motherland: Fort Salem）》（2020年3月）
- 《梅菲尔女巫（英语：Mayfair Witches）》（2023年）
- 《圣所镇：女巫传说（英语：Sanctuary: A Witch's Tale）》（2024年1月）
- 《女巫阿嘉莎》（2024年9月）（Disney+）（《旺達幻視》衍生劇）

#### 2. 現代神話（Modern Mythology）
傳統神話和現代元素的融合，將神話角色置於現代世界中，產生出獨特的故事情節和場景。
- 《康斯坦汀：驅魔神探》（2014年）
- 《美國眾神》（2017年）（尼爾·蓋曼系列）
- 《好預兆》（2019年）（Amazon）（尼爾·蓋曼系列）
- 《修女戰士》（2020年）（Netflix）
- 《睡魔》（2022年）（Netflix）（尼爾·蓋曼系列）
- 《波西傑克森》（2023年）（Disney+）
- 《脫線神話（英语：Kaos (TV series)）》（2024年）（Netflix英國）

##### 待上映
- 《阿南西之子》（Amazon）

#### 3. 學院奇幻（Academy Fantasy）
以學校、學院、魔法學校等為背景的奇幻作品。這些故事的主角通常是年輕的學生，故事通常涵蓋了奇幻、魔法、冒險、成長、友誼、愛情等元素。
- 《魔法師（英语：The Magicians (American TV series)）》（2015年）
- 《吸血鬼後裔》（2018年）
- 《暗黑秩序（英语：The Order (TV_series)）》（2019年）（Netflix）
- 《Fate：魔法俏佳人傳奇》（2021年）（Netflix英國）
- 《吸血鬼學院（英语：Vampire Academy (TV series)）》（2022年9月）
- 《星期三》（2022年11月）（Netflix）

##### 待上映
- 《哈利波特》（2026年）（HBO）

#### 4. 其他
- 《化身博士（英语：Jekyll and Hyde (TV series)）》（2015年）
- 《致命鑰匙》（2020年2月）（Netflix）
- 《禁忌之子（英语：The Bastard Son & The Devil Himself）》（2022年）（Netflix英國）
- 《奇幻精靈事件簿》（2024年）

### 電影

#### 魔法世界
- 《哈利波特系列電影》（2001年－2011年）
- 《怪獸系列電影》（2016年－至今）

#### 闇黑宇宙
- 《神鬼傳奇》（2017年）
- 《狼人》（2025年）（狼人）

#### 其他
- 《怪奇孤兒院》（2016年9月）
- 《奇異博士》（2016年10月）
  - 《奇異博士2：失控多重宇宙》（2022年）
- 《黑塔》（2017年）
- 《女巫們》（2020年）（HBO Max）
- 《夜讀驚魂》（2021年）（Netflix）

### 動畫電影
- 《捍衛聯盟》（2012年）（夢工廠）
- 《森林戰士》（2013年）（藍天）
- 《魔法滿屋》（2021年）（迪士尼）

### 動畫
- 《Fate/stay night（舊版）》（2006年）
- 《Fate/Zero》（第四次聖杯戰爭）（2011年）
- 《Fate/stay night（新版）》（第五次聖杯戰爭）（2014年）
- 《Fate/Apocrypha》（平行宇宙）（2017年）
- 《Fate/strange Fake》（第六次聖杯戰爭/虛偽的聖杯戰爭）（2023年）
- 《迪士尼 扭曲仙境 動畫版》（2025年）[5]

### 小說

#### 1.
- 《納尼亞傳奇》（1950年－1956年）
- 《哈利波特》（1997年－2007年）
- 《阿特米斯奇幻歷險》（2001年－2012年）

#### 2.向達倫系列
- 《向達倫大冒險》（2000年－2004年）
- 《魔域大冒險》（2005年－2009年）
- 《鬼不理大冒險》（2010年－2011年）（向達倫大冒險的前傳）

#### 3.雷克·萊爾頓系列

##### 希臘神話三部曲
- 《波西傑克森》（2005年－2009年）
- 《混血營英雄》（2013年－2015年）
- 《太陽神試煉》（2016年－2020年）

##### 埃及神話
- 《埃及守護神》（2010年－2012年）

##### 北歐神話
- 《阿斯嘉末日》（2015年－2017年）

#### 4.布蘭登·穆爾系列（英语：Brandon Mull）
- 《法柏哈溫（英语：Fablehaven）》（2006年－2010年）
- 《Dragonwatch》（2017年－2021年）（法柏哈溫的續集）

#### 5.N·D·威爾遜系列（英语：N. D. Wilson）

##### 櫥櫃三部曲
- 《100個櫥櫃（英语：100 Cupboards）》（2007年）
- 《蒲公英之火（英语：Dandelion Fire）》（2009年）
- 《栗子國王（英语：The Chestnut King）》（2010年）

### 遊戲
- 《湮滅之潮》[6][7][8]

## 外部連結
- An Archived version of The Endicott Studio's Recommended Reading Lists

1. 1 2  . www.firstdraftpro.com.   [2023-08-15]. （原始内容存档于2023-08-15） （英语）.
2. 1 2 3  『The Sailor Moon Role-Playing Game and Resource Book』p.10
3. ↑  gooランキング 思い出に残る女の子の変身少女キャラクターランキング 的存檔，存档日期2014-03-08.
4. ↑  『The Sailor Moon Role-Playing Game and Resource Book』p.8
5. ↑  作者. . 出版者. 2025-08-06  [查閱日期] （語言）. 引用的相關原文
6. ↑  作者. . 出版者. 2025年2月13日  [查閱日期] （語言）. 引用的相關原文
7. ↑  作者. . 出版者. 2025年2月14日  [查閱日期] （語言）. 引用的相關原文
8. ↑  作者. . 出版者. 2025-02-17  [查閱日期] （語言）. 引用的相關原文